# Япония в Первой мировой войне
Япония принимала участие в Первой мировой войне на стороне Антанты. Участие Японии в этой войне имело свою специфику, хотя и оказалось крайне выгодным для Союзников, особенно для России, которая тем самым обезопасила свой дальневосточный тыл.
В Японии армейское командование имело больший вес, чем флотское. На англо-германскую войну эти два вида вооружённых сил смотрели с прямо противоположных точек зрения. Японская армия была построена по прусскому образцу и обучена германскими офицерами, тогда как японский флот создавался с помощью Великобритании и обучался на английский манер. Всё это служило источником постоянных споров в японском руководстве. Средний японец же при этом вообще не понимал, зачем нужно воевать: в Японии никто не чувствовал никакой угрозы со стороны Германии. Поэтому японское правительство, поддерживая Антанту, старалось не давать общественности подробную информационную сводку о войне. Британский офицер Малькольм Кеннеди, посетивший японскую глубинку, был поражён тем, что крестьяне, с которыми он беседовал, даже не подозревали, что их страна ведёт войну.

## Предпосылки вступления Японии в войну
Несмотря на заключение англо-японского союза, экспансия Японии в Азии вызывала серьёзные опасения у Великобритании. Британский министр иностранных дел сэр Эдуард Грей боялся, что в случае участия в войне Япония расширит свои владения сверх всяких пределов. Несмотря на все возражения Адмиралтейства, он пытался помешать вступлению Японии в войну. 1 августа 1914 года Грей сообщил своему японскому коллеге Като, что Великобритании потребуется помощь только в случае атаки дальневосточных колоний. Грей опасался не только японской экспансии, но и реакции Австралии, Новой Зеландии и Соединённых Штатов на такую экспансию.
Однако Первый лорд Адмиралтейства Уинстон Черчилль имел совсем другой взгляд на эти вещи. В связи с тем, что все британские дредноуты были сосредоточены в Европе, на Тихом океане были оставлены только старые корабли. Отстаивая правильность такого расположения сил, Черчилль в марте 1914 года во время выступления в палате общин заявил, что поражение главных сил британского флота в Европе сделает маленькую эскадру на Тихом океане беспомощной. Любая британская эскадра в этом районе неизбежно будет уступать главным силам флота европейских противников. Черчилль заявил, что

…два или три дредноута в австралийских водах будут бесполезны после поражения британского флота в отечественных водах.

Такая политика вела к росту зависимости Великобритании от союзников. Франция взяла на себя ответственность за Средиземное море, а Япония должна была сыграть главную роль в защите китайских морей. 11 августа 1914 года Черчилль, опасаясь, что Грей всё-таки выступит против участия Японии в войне или постарается ограничить такое участие, заявил ему:

Я думаю, что вы можете окончательно расхолодить их. Я не вижу середины между их участием и неучастием. Если они вступят в войну, мы должны приветствовать их как товарищей. Ваша последняя телеграмма в Японию почти враждебна. Я боюсь, что просто не понимаю хода ваших мыслей, и в этом аспекте не могу следовать вашим намерениям. Эта телеграмма заставляет меня трепетать. Мы все составляем единое целое, и я хотел бы оказывать всемерную поддержку вашей политике. Но я категорически возражаю против препятствий японцам. Вы легко можете нанести смертельный удар нашим отношениям, последствия которого будут ощущаться ещё слишком долго. Шторм вот-вот разразится.

Выступление Черчилля помогло изменить позицию Грея.
Японское правительство 15 августа 1914 года предъявило Германии ультиматум, требуя отзыва германских войск с Тихого океана. От немцев требовали вывести корабли из Циндао, взорвать укрепления порта и передать Японии Шаньдунский полуостров. Японцы также потребовали передачи им германских тихоокеанских колоний. Не получив ответа на ультиматум, Япония 23 августа 1914 года императорским манифестом объявила войну Германии:

Сим мы объявляем войну Германии и повелеваем нашим армии и флоту открыть военные действия против сей Империи, со всей мощью…

С возникновением настоящей войны в Европе, на бедственные последствия которой мы взираем с великим прискорбием, мы, со своей стороны, питали надежду сохранить мир на Дальнем Востоке, соблюдая строгий нейтралитет. Но Германия принимает в Цзяо-Чжоу спешные военные приготовления, а её вооружённые корабли, крейсирующие в водах Восточной Азии, угрожают нашей торговле и торговле нашей союзницы.
И вот с глубокой скорбью мы, невзирая на нашу преданность делу мира, были вынуждены объявить войну… Мы глубоко желаем, чтобы благодаря преданности, долгу и отваге наших верных подданных мир был в скором времени восстановлен и воссияла слава империи.

25 августа Японии объявила войну Австро-Венгрия.
Вступление Японии в войну на стороне Антанты позволило России перебросить сибирские корпуса на европейский театр военных действий. Кроме того, Япония постепенно превратилась в важный источник снабжения России сырьём и вооружением.

## Кампания 1914 года
Подготовка к операции против германской военно-морской базы Циндао началась ещё 16 августа, когда в Японии был издан приказ о мобилизации 18-й пехотной дивизии. С момента опубликования японского ультиматума японское население начало тайком покидать Циндао, и к 22 августа там не осталось ни одного японца.
В соответствии с соглашением между представителями Англии, Франции и Японии, японский флот отвечал за безопасность в зоне к северу от Шанхая. Поэтому к 26 августа было установлено следующее развёртывание японского флота:
1) 1-я японская эскадра — крейсерство в водном районе к северу от Шанхая для защиты морских путей;
2) 2-я эскадра — непосредственные действия против Циндао;
3) 3-я эскадра (из 7 крейсеров) — обеспечение района между Шанхаем и Гонконгом;
4) крейсеры «Ибуки» и «Тикума» в составе эскадры английского адмирала Джерама участвуют в поисках в Океании германских кораблей эскадры адмирала Шпее.
Операция против Циндао проводилась в основном японскими силами при символическом участии английского батальона. 2 сентября японские войска начали высадку на Шаньдунском полуострове на территории нейтрального Китая; 22 сентября из Вэйхайвэя прибыл английский отряд; 27 сентября началось наступление на передовые германские позиции у Циндао; 17 октября был взят важный пункт — гора «Принц Генрих», на ней был установлен наблюдательный пост и из Японии были затребованы осадные орудия. К 31 октября всё было готово к общей атаке и бомбардировке фортов. Бомбардировка началась 5 ноября, но первые три дня погода не позволяла флоту принять в ней участие. Предварительно затопив все корабли, немцы 7 ноября капитулировали. В ходе осады Циндао японцы впервые в истории применили морскую авиацию против наземных целей: базирующиеся на авиаматке «Вакамия» гидросамолёты бомбили цели на территории Циндао.
Пока 2-я эскадра Камимуры помогала захватить Циндао, корабли 1-й эскадры присоединились к британским и австралийским кораблям в поисках эскадры фон Шпее. Сразу после начала войны вице-адмирал Ямая послал линейный крейсер «Конго» к Мидуэю, чтобы контролировать коммуникации, проходящие через этот район. Броненосный крейсер «Идзумо», находившийся у берегов Мексики, получил приказ защищать союзное судоходство у берегов Америки. 26 августа адмирал Ямая направил броненосный крейсер «Ибуки» и лёгкий крейсер «Тикума» в Сингапур, чтобы усилить флот союзников в Юго-Восточной Азии. «Тикума» принял участие в поисках «Эмдена», которые велись в Голландской Ост-Индии и Бенгальском заливе. Адмирал Мацумура вместе с линкором «Сацума» и крейсерами «Яхаги» и «Хирадо» патрулировал на морских коммуникациях, ведущих в Австралию.
Неотложные задачи заставили «Ибуки» перейти из Сингапура в Веллингтон: он первым из японских кораблей принял участие в сопровождении транспортов с войсками АНЗАКа на Ближний Восток, прикрывая их от возможного нападения германского крейсера «Эмден». Японцы также обеспечивали перевозку французских войск из Индокитая.
В октябре 1914 года японская эскадра адмирала Сёдзиро, усиленная британскими кораблями, искала германские рейдеры в Индийском океане. 1 ноября 1914 года японцы согласились с просьбой англичан ввести патрулирование зоны к востоку от 90-го меридиана. Большая часть эскадры адмирала Сёдзиро и прибывшие из Циндао корабли до конца месяца охраняли указанный район. После прибытия в Гонолулу германского крейсера «Гейер», броненосец «Хидзэн» и крейсер «Асама» подошли к порту и находились там, пока 7 ноября «Гейер» не был интернирован американскими властями. Затем «Хидзэн» и «Асама» вместе с «Идзумо» приступили к прочёсыванию побережья Южной Америки в поисках германских кораблей.
Несмотря на формальный союз, между Японией с одной стороны и Австралией и Новой Зеландией с другой развернулась гонка за захват германских владений в Тихом Океане. 12 сентября Япония заявила о занятии Каролинских и Марианских островов, а 29 сентября — о захвате Маршалловых островов. 12 октября эскадра адмирала Ямаи появилась в гавани Трука на Каролинских островах, а эскадра Мацумуры 1 октября захватила принадлежавший Германии порт Рабаул на острове Новая Британия. 7 октября она прибыла на остров Яп (Каролинские острова), где встретила германскую канонерку «Планет», поспешно затопленную экипажем. Новозеландские войска успели высадиться на Самоа под самым носом у японцев.
К концу 1914 года японское и британское правительства с трудом урегулировали вопрос о захвате германских владений на Тихом океане. Чтобы избежать новых инцидентов, англичане согласились, что войска Британского содружества не будут действовать севернее экватора.
В августе 1914 года Россия обратилась к Японии с предложением выкупить у Японии русские винтовки, которые достались ей в качестве трофеев войны 1904—1905 годов. Так как все трофейные русские винтовки были давно отправлены в утиль, Япония продала 35 тысяч винтовок и карабинов, которые были произведены на заводах Токио по заказу Мексики, и 23 миллиона патронов к ним. 21 октября 1914 года был подписан контракт на покупку еще 200 тысяч винтовок Тип 30 Арисака образца 1897 года и 25 млн патронов (до конца 1914 года успела поступить почти половина, 80 790 винтовок).

## Кампания 1915 года
Поскольку война на европейском театре приняла затяжной характер, фактически Япония получила полную свободу действий на Дальнем Востоке и воспользовалась ею в полной мере. В январе 1915 года Япония передала президенту Китая Юань Шикаю документ, вошедший в историю как «Двадцать одно требование». Японо-китайские переговоры проходили с начала февраля до середины апреля 1915 года. Китай не смог оказать действенного сопротивления Японии, и «Двадцать одно требование» (за исключением пятой группы, вызвавшей открытое возмущение западных держав) было принято китайским правительством.
В феврале 1915 года, когда в Сингапуре вспыхнул мятеж индийских частей, десант японской морской пехоты, высаженный с крейсеров «Цусима» и «Отова», подавил его совместно с британскими, французскими и российскими войсками.
В этом же году японский флот оказал большую помощь силам Антанты в охоте за германским крейсером «Дрезден». Он также охранял принадлежащий американцам порт Манила, чтобы германские корабли не могли им воспользоваться. В течение всего года японские корабли, базирующиеся в Сингапуре, патрулировали Южно-Китайское море, море Сулу и побережье Голландской Ост-Индии.
В начале 1915 года подписан контракт на поставку Японией России 85 тысяч винтовок и 15 тысяч карабинов образца 1897 года, а также 22,6 млн различных патронов. Кроме того, японцы согласились продать русским дополнительно 10 млн остроконечных патронов нового образца. 25 мая 1915 года Япония известила о готовности поставить России 100 тысяч винтовок и 20 млн патронов в течение месяца. Эта партия оружия попала на фронт в августе 1915 года. В начале сентября 1915 года был заключен контракт на поставку еще 150 тысяч японских винтовок нового образца и 84 млн патронов. В конце 1915 года Россия закупила у японцев один миллион лопат и 200 тысяч ручных топоров для оснащения саперов на фронте.
В апреле 1915 года японские инструкторы-артиллеристы прибыли в Россию, где обучали русских артиллеристов и обслуживали тяжёлую артиллерию.

## Кампания 1916 года
В 1916 году Япония продала России два броненосца (Пересвет и Полтава) и крейсер (Варяг), захваченные во время русско-японской войны.
В феврале 1916 года Великобритания снова запросила помощи у Японии. После гибели нескольких судов на минах, установленных германскими вспомогательными крейсерами, требовалось увеличить число кораблей, охотящихся за этими рейдерами. Японское правительство отправило в Сингапур флотилию эсминцев, чтобы охранять имеющий огромное значение Малаккский пролив. Для патрулирования в Индийском океане была выделена дивизия крейсеров. В нескольких случаях японские корабли выходили к острову Маврикий и к берегам Южной Африки. Наиболее сильные и современные лёгкие крейсера «Тикума» и «Хирадо» сопровождали войсковые конвои из Австралии и Новой Зеландии.
В декабре 1916 года Великобритания приобрела у Японии 6 торговых судов вместимостью 77500 GRT.

## Кампания 1917 года
В январе 1917 года Япония, используя напряжённое положение на фронтах в Европе, потребовала от Великобритании формальных обязательств по передаче ей прав на бывшие германские арендованные владения в Шаньдуне на мирной послевоенной конференции. В ответ на возражения англичан японцы заявили, что просят не больше русских, которым был обещан Константинополь. После долгих обсуждений, в середине февраля японское правительство получило от Великобритании, а затем от Франции и России соответствующие секретные обязательства. Эта договорённость Японии со странами Антанты не была известна Соединённым Штатам до самого начала мирной конференции в Версале.
В феврале 1917 года японцы согласились расширить своё участие в войне и распространить зону патрулирования своего флота до мыса Доброй Надежды. Японский флот также включился в защиту судоходства у восточных берегов Австралии и Новой Зеландии.
В мае 1917 года англичане попросили японцев доставить в Европу завербованных в Китае рабочих.
В середине 1917 года адмирал Джеллико предложил купить у Японии два линейных крейсера, но японское правительство наотрез отказалось продавать или передавать англичанам какие-либо корабли.
В 1917 году Япония за 5 месяцев построила для Франции 12 эсминцев типа «Каба»; японские моряки привели эти корабли на Средиземное море и передали французам.
2 ноября видный дипломат Исии Кикудзиро подписал с госсекретарём США Р.Лансингом «Соглашение Лансинга — Исии», которое позволило американцам перевести часть кораблей в Атлантику на помощь англичанам. По секретному соглашению японские корабли патрулировали гавайские воды до конца войны.
В Телеграмме Циммермана Германия пригласила Мексику и Японию ко вступлению в Первую мировую войну на стороне Центральных держав. Япония, как и Мексика, отказалась от предложения, аргументировав это тем, что Япония не заинтересована в смене сторон и нападении на США.
11 марта первые японские корабли (лёгкий крейсер «Акаси», а также 10-я и 11-я флотилия эсминцев) отправились через Аден и Порт-Саид на европейский театр военных действий. Они прибыли на Мальту в самый плохой для союзников период. И хотя прибытие 1 крейсера и 8 эсминцев не могло переломить ситуацию на Средиземном море, тем не менее японцы получили важнейшую задачу — сопровождать войсковые транспорты, которые везли подкрепления во Францию. Японские корабли сопровождали транспорты из Египта прямо во Францию; на Мальту они заходили только если конвои формировались на этом острове. Так как подводные лодки на Средиземном море действовали всё активнее, японскими моряками были временно укомплектованы две британские канонерки и два эсминца; численность японской эскадры на Средиземном море достигла 17 кораблей. 21 августа контр-адмирал Джордж Э.Баллард, командовавший морскими силами на Мальте, сообщил в Адмиралтейство:

Французские стандарты эффективности ниже британских, однако итальянские стандарты ещё ниже. С японцами всё обстоит иначе. Эсминцы адмирала Сато содержатся в совершенно исправном состоянии и проводят в море столько же времени, сколько и наши корабли. Оно значительно больше, чем у французских и итальянских кораблей любых классов. Более того, японцы совершенно независимы в вопросах командования и снабжения, тогда как французы ничего не станут делать самостоятельно, если эту работу можно переложить на других. Эффективность японцев позволяет их кораблям проводить в море больше времени, чем любому другому британскому союзнику, что увеличивает эффект присутствия японских кораблей на Средиземном море.

## Кампания 1918 года
Во время немецкого весеннего наступления на Западном фронте британцам потребовалось перебросить большое количество войск с Ближнего Востока в Марсель. Японские корабли помогли в критические апрель и май переправить через Средиземное море более 100.000 британских солдат. По завершении кризиса японские корабли занялись обеспечением перевозки войск из Египта в Салоники, где союзники готовили осеннее наступление. До конца войны японская эскадра провела через Средиземное море 788 транспортов союзников и помогла перевезти более 700.000 солдат. Японская эскадра имела 34 столкновения с германскими и австро-венгерскими подводными лодками, в которых получили повреждения эсминцы «Мацу» и «Сакаки».
После перемирия Вторая Специальная Эскадра адмирала Сато присутствовала при сдаче Германского флота. В качестве трофеев Японии были переданы 7 подводных лодок. Последние японские корабли вернулись в Японию 2 июля 1919 года.
После войны Япония принимала участие в оккупации Константинополя.

## Плен

### Военнопленные в Японии
Япония захватила более 300 австро-венгерских и более 4 000 германских солдат во время Осады Циндао и оккупации Германской Микронезии. С 1915 года для них были созданы постоянные лагеря для военнопленных с целью облегчить условия их содержания. Хотя лагеря находились под строгим контролем японских военных властей, пленные содержались в соответствии с Гаагской конвенцией 1907 года и имели определенные права и свободы. Пленные занимались футболом и другими видами спорта, устраивали театральные постановки и концерты. Им разрешались еженедельные экскурсии под конвоем, в некоторых лагерях пленным предоставлялась работа на промышленных предприятиях. В целом были достаточно гуманные условия содержания, но 87 пленных умерли в японском плену. Репатриация пленных на родину началась в 1919 году после окончания войны и завершилась в начале 1920 года.

### Японские военнопленные
Хотя Япония и не посылала сухопутные войска на европейский фронт, сотня японцев оказались в плену у немцев. В основном, это были моряки и пассажиры кораблей, захваченных немецким рейдером в открытом океане. Наибольшее количество японцев было взято в плен в 1917 году, когда немецкий рейдер «Вольф» захватил японское судно «Хитати Мару», при этом погиб 21 японец. Выжившие 117 членов экипажа и пассажиров были взяты в плен. В феврале 1918 года «Вольф» прибыл в Германию, где японских пленных разместили в лагерях для военнопленных. К октябрю 1918 года в Германии находилось 106 японцев. Условия их содержания контролировались Испанией и были признаны удовлетворительными. После капитуляции Германии в ноябре 1918 года японские военнопленные были освобождены и репатриированы на родину в 1919 году.

### Гражданские лица на вражеских территориях
Гражданские лица Германии и её союзников, находившиеся на территории Японии не были интернированы, тогда как, напротив, в 1914 году власти Германии и Австро-Венгрии подвергли интернированию несколько сотен японских гражданских лиц, проживавших на их территориях с началом войны.